# Gran Premio motociclistico di Spagna 2000
Il Gran Premio motociclistico di Spagna 2000 corso il 30 aprile, è stato il quarto Gran Premio della stagione 2000 del motomondiale e ha visto vincere la Suzuki di Kenny Roberts Jr nella classe 500, Ralf Waldmann nella classe 250 ed Emilio Alzamora nella classe 125.

## Classe 500
La gara della classe 500 è stata interrotta dopo 16 giri a causa della pioggia; non essendo stati raggiunti i 2/3 della percorrenza prevista, diversamente da quanto successo al GP della Malesia, la prova è ripartita per 10 giri, con la griglia di partenza determinata dall'ordine d'arrivo della prima parte di gara. La somma dei tempi delle due parti ha determinato il risultato finale.

### Arrivati al traguardo
| Pos | Nº | Pilota                   | Squadra                    | Motocicletta | Giri | Tempo     | Griglia | Punti |
| --- | -- | ------------------------ | -------------------------- | ------------ | ---- | --------- | ------- | ----- |
| 1   | 2  | Kenny Roberts Jr         | Telefonica Movistar Suzuki | Suzuki       | 26   | 45:52.311 | 4       | 25    |
| 2   | 7  | Carlos Checa             | Marlboro Yamaha            | Yamaha       | 26   | +0.859    | 3       | 20    |
| 3   | 46 | Valentino Rossi          | Nastro Azzurro Honda       | Honda        | 26   | +3.525    | 2       | 16    |
| 4   | 1  | Àlex Crivillé            | Repsol YPF Honda           | Honda        | 26   | +5.037    | 5       | 13    |
| 5   | 10 | Alex Barros              | Emerson Honda Pons         | Honda        | 26   | +12.608   | 8       | 11    |
| 6   | 65 | Loris Capirossi          | Emerson Honda Pons         | Honda        | 26   | +17.436   | 6       | 10    |
| 7   | 9  | Nobuatsu Aoki            | Telefonica Movistar Suzuki | Suzuki       | 26   | +19.484   | 17      | 9     |
| 8   | 55 | Régis Laconi             | Red Bull Yamaha WCM        | Yamaha       | 26   | +27.589   | 10      | 8     |
| 9   | 17 | Jurgen van den Goorbergh | Rizla Honda                | TSR-Honda    | 26   | +27.777   | 13      | 7     |
| 10  | 8  | Tadayuki Okada           | Repsol YPF Honda           | Honda        | 26   | +35.920   | 7       | 6     |
| 11  | 31 | Tetsuya Harada           | Aprilia Grand Prix Racing  | Aprilia      | 26   | +47.107   | 11      | 5     |
| 12  | 11 | David de Gea             | Proton TEAM KR             | Modenas KR3  | 26   | +1:56.859 | 18      | 4     |
| 13  | 15 | Yoshiteru Konishi        | Technical Sports Racing    | TSR-Honda    | 26   | +2:09.097 | 20      | 3     |

### Ritirati
| Nº | Pilota            | Squadra                   | Motocicletta | Giri | Griglia |
| -- | ----------------- | ------------------------- | ------------ | ---- | ------- |
| 24 | Garry McCoy       | Red Bull Yamaha WCM       | Yamaha       | 17   | 12      |
| 12 | Shane Norval      | Sabre Sport               | Honda        | 17   | 21      |
| 6  | Norick Abe        | Antena 3 Yamaha-d'Antin   | Yamaha       | 16   | 14      |
| 5  | Sete Gibernau     | Repsol YPF Honda          | Honda        | 16   | 16      |
| 99 | Jeremy McWilliams | Aprilia Grand Prix Racing | Aprilia      | 15   | 9       |
| 22 | Sébastien Gimbert | Tecmas Honda Elf          | Honda        | 11   | 19      |
| 25 | José Luis Cardoso | Maxon Dee Cee Jeans       | Honda        | 4    | 15      |
| 4  | Max Biaggi        | Marlboro Yamaha           | Yamaha       | 3    | 1       |

## Classe 250

### Arrivati al traguardo
| Pos | Nº | Pilota             | Squadra                    | Motocicletta | Giri | Tempo     | Griglia | Punti |
| --- | -- | ------------------ | -------------------------- | ------------ | ---- | --------- | ------- | ----- |
| 1   | 6  | Ralf Waldmann      | Aprilia Germany            | Aprilia      | 26   | 45:56.451 | 1       | 25    |
| 2   | 74 | Daijirō Katō       | Axo Honda Gresini          | Honda        | 26   | +5.188    | 3       | 20    |
| 3   | 4  | Tōru Ukawa         | Shell Advance Honda        | Honda        | 26   | +6.052    | 4       | 16    |
| 4   | 19 | Olivier Jacque     | Chesterfield Yamaha Tech 3 | Yamaha       | 26   | +23.670   | 6       | 13    |
| 5   | 14 | Anthony West       | Shell Advance Honda        | Honda        | 26   | +29.685   | 15      | 11    |
| 6   | 13 | Marco Melandri     | Aprilia Grand Prix Racing  | Aprilia      | 26   | +36.549   | 7       | 10    |
| 7   | 34 | Marcellino Lucchi  | Aprilia Grand Prix Racing  | Aprilia      | 26   | +43.644   | 5       | 9     |
| 8   | 26 | Klaus Nöhles       | Aprilia Germany            | Aprilia      | 26   | +47.266   | 11      | 8     |
| 9   | 9  | Sebastián Porto    | Edo Racing                 | Yamaha       | 26   | +50.638   | 12      | 7     |
| 10  | 21 | Franco Battaini    | Eurobet team Battaini      | Aprilia      | 26   | +50.706   | 9       | 6     |
| 11  | 37 | Luca Boscoscuro    | Diesel Vasco Rossi Racing  | Aprilia      | 26   | +52.303   | 8       | 5     |
| 12  | 24 | Jason Vincent      | Padgetts M/C Sales         | Aprilia      | 26   | +56.202   | 20      | 4     |
| 13  | 16 | Johan Stigefelt    | Dee Cee Jeans Racing       | TSR-Honda    | 26   | +58.336   | 14      | 3     |
| 14  | 30 | Alex Debón         | CC Valencia Airtel Aspar   | Aprilia      | 26   | +1:00.523 | 13      | 2     |
| 15  | 56 | Shin'ya Nakano     | Chesterfield Yamaha Tech 3 | Yamaha       | 26   | +1:03.969 | 2       | 1     |
| 16  | 10 | Fonsi Nieto        | Antena 3 Yamaha-d'Antin    | Yamaha       | 26   | +1:03.985 | 19      |       |
| 17  | 66 | Alex Hofmann       | Racing Factory             | Aprilia      | 26   | +1:07.612 | 23      |       |
| 18  | 42 | David Checa        | Team Fomma                 | TSR-Honda    | 26   | +1:09.664 | 25      |       |
| 19  | 44 | Roberto Rolfo      | Tino Villa Racing          | TSR-Honda    | 26   | +1:11.963 | 27      |       |
| 20  | 54 | David García       | PR2 - Circuito de Almería  | Aprilia      | 26   | +1:16.652 | 18      |       |
| 21  | 15 | Adrian Coates      | QUB Team Optimum           | Aprilia      | 26   | +1:25.101 | 26      |       |
| 22  | 20 | Jerónimo Vidal     | CC Valencia Airtel Aspar   | Aprilia      | 26   | +1:26.646 | 21      |       |
| 23  | 31 | Lucas Oliver Bultó | Antena 3 Yamaha-d'Antin    | Yamaha       | 25   | +1 giro   | 28      |       |
| 24  | 23 | Julien Allemand    | Yamaha Kurz Aral           | Yamaha       | 25   | +1 giro   | 29      |       |
| 25  | 40 | David Ortega       | Team Costa Azahar          | Honda        | 25   | +1 giro   | 31      |       |

### Ritirati
| Nº | Pilota           | Squadra                   | Motocicletta | Giri | Griglia |
| -- | ---------------- | ------------------------- | ------------ | ---- | ------- |
| 25 | Vincent Philippe | Axo Honda Gresini         | TSR-Honda    | 22   | 30      |
| 8  | Naoki Matsudo    | Petronas Sprinta Team TVK | Yamaha       | 15   | 10      |
| 11 | Ivan Clementi    | Campetella Racing         | Aprilia      | 15   | 24      |
| 41 | Jarno Janssen    | Rizla Honda               | TSR-Honda    | 14   | 22      |
| 77 | Jamie Robinson   | QUB Team Optimum          | Aprilia      | 9    | 17      |
| 39 | Ismael Bonilla   | BRT-Ismael Bonilla        | Honda        | 7    | 32      |
| 18 | Shahrol Yuzy     | Petronas Sprinta Team TVK | Yamaha       | 0    | 16      |

## Classe 125

### Arrivati al traguardo
| Pos | Nº | Pilota             | Squadra                     | Motocicletta | Giri | Tempo     | Griglia | Punti |
| --- | -- | ------------------ | --------------------------- | ------------ | ---- | --------- | ------- | ----- |
| 1   | 1  | Emilio Alzamora    | Telefonica Movistar Team    | Honda        | 23   | 42:19.740 | 3       | 25    |
| 2   | 32 | Mirko Giansanti    | Benetton Playlife           | Honda        | 23   | +1.047    | 8       | 20    |
| 3   | 4  | Roberto Locatelli  | Diesel Vasco Rossi Racing   | Aprilia      | 23   | +5.076    | 1       | 16    |
| 4   | 3  | Masao Azuma        | Benetton Playlife           | Honda        | 23   | +9.661    | 11      | 13    |
| 5   | 5  | Noboru Ueda        | Givi Honda LCR              | Honda        | 23   | +19.030   | 4       | 11    |
| 6   | 9  | Lucio Cecchinello  | Givi Honda LCR              | Honda        | 23   | +19.397   | 5       | 10    |
| 7   | 26 | Ivan Goi           | Team Fomma                  | Honda        | 23   | +24.987   | 12      | 9     |
| 8   | 21 | Arnaud Vincent     | CC Valencia Airtel Aspar    | Aprilia      | 23   | +30.981   | 20      | 8     |
| 9   | 54 | Manuel Poggiali    | Derbi Racing                | Derbi        | 23   | +36.238   | 15      | 7     |
| 10  | 17 | Steve Jenkner      | Pev Massivhaus ADAC Sac     | Honda        | 23   | +40.379   | 18      | 6     |
| 11  | 29 | Ángel Nieto Jr     | Telefonica Movistar Team    | Honda        | 23   | +40.972   | 16      | 5     |
| 12  | 23 | Gino Borsoi        | LAE - UGT 3000              | Aprilia      | 23   | +46.436   | 10      | 4     |
| 13  | 12 | Randy de Puniet    | Scrab Competition           | Aprilia      | 23   | +46.577   | 13      | 3     |
| 14  | 39 | Jaroslav Huleš     | Italjet Moto                | Italjet      | 23   | +1:00.404 | 21      | 2     |
| 15  | 15 | Alex De Angelis    | Chupa Chups Matteoni Racing | Honda        | 23   | +1:03.953 | 17      | 1     |
| 16  | 18 | Toni Elías         | Chupa Chups Matteoni Racing | Honda        | 23   | +1:06.189 | 19      |       |
| 17  | 24 | Leon Haslam        | Italjet Moto                | Italjet      | 23   | +1:16.185 | 23      |       |
| 18  | 53 | William De Angelis | Semprucci Biesse Aprilia    | Aprilia      | 23   | +1:23.049 | 26      |       |
| 19  | 35 | Reinhard Stolz     | R.S. Adac - Esch Racing     | Honda        | 23   | +1:26.218 | 24      |       |
| 20  | 51 | Marco Petrini      | Semprucci Biesse Aprilia    | Aprilia      | 23   | +1:27.877 | 22      |       |
| 21  | 41 | Yōichi Ui          | Derbi Racing                | Derbi        | 23   | +1:30.883 | 2       |       |
| 22  | 44 | Héctor Faubel      | CC Valencia Airtel Aspar    | Aprilia      | 23   | +1:46.512 | 28      |       |
| 23  | 43 | David Micó         | Promoto Sport               | Aprilia      | 23   | +1:46.656 | 29      |       |

### Ritirati
| Nº | Pilota               | Squadra                   | Motocicletta | Giri | Griglia |
| -- | -------------------- | ------------------------- | ------------ | ---- | ------- |
| 8  | Gianluigi Scalvini   | Bossini Fontana Racing    | Aprilia      | 12   | 7       |
| 11 | Max Sabbatani        | Racing Service            | Honda        | 10   | 14      |
| 19 | Alessandro Brannetti | Antinucci Racing          | Honda        | 7    | 25      |
| 45 | Ivan Martínez        | Boydis-Beatriz Hoteles    | Aprilia      | 5    | 27      |
| 16 | Simone Sanna         | Diesel Vasco Rossi Racing | Aprilia      | 0    | 6       |
| 22 | Pablo Nieto          | Derbi Racing              | Derbi        | 0    | 9       |